# Baila la guerra (single)
«Baila la guerra» es un sencillo del grupo musical Aviador Dro editado en diciembre del año 1983 por el sello "DRO" bajo la referencia DRO-057. 
Fue el primer sencillo del álbum Síntesis: La producción al poder y se grabó en los estudios Doublewtronics en noviembre de 1983 y producido por Jesús Gómez. Su letra está claramente inspirada en la saga cinematográfica de La guerra de las galaxias.

## Lista de canciones
| Título           | Autor              | Duración |
| ---------------- | ------------------ | -------- |
| Baila la guerra  | Servando Carballar | 4:43     |
| La interferencia | Servando Carballar | 3:10     |